# Irvine Spectrum Center
Das Irvine Spectrum Center ist ein Freiluft-Einkaufszentrum in Irvine im US-Bundesstaat Kalifornien. Sein Aufbau ist mit dem einer Fußgängerzone zu vergleichen. Betreiber des Einkaufszentrums ist die Irvine Company, ein Privatunternehmen, das die gesamte Stadt Irvine grundlegend geplant und gebaut hat. Neben rund 130 verschiedenen Geschäften befindet sich im Norden des Zentrums ein Kino mit 21 Filmsälen, welche teilweise das neue IMAX-System unterstützen.
Das Einkaufszentrum dient als Kulisse für die Eröffnungsszene der US-amerikanischen Jugend-Sitcom Austin & Ally.

## Geschichte
Das Irvine Spectrum Center soll, wie es der Name schon sagt, Zentrum des Viertels Irvine Spectrum sein. Bereits im Jahre 1985 begannen die entsprechenden Planungen, dieses Viertel zu einem attraktiven Ort zu entwickeln, indem man gleichermaßen Einkaufsmöglichkeiten, Büros und Wohngebiete schafft. Nachdem schon vier Jahre später die ersten Bürogebäude eröffneten, begannen 1993 die Bauarbeiten für das Einzelhandelszentrum The Entertainment Center at Irvine Spectrum (Abschnitt 1). Im Jahre 1995 wurde das Bauvorhaben beendet und offiziell eröffnet. Auf über 23.000 m² wurden Geschäfte, Restaurants und das bis dahin größte Kino der Vereinigten Staaten geschaffen. 1998 eröffnete bereits der zweite Abschnitt, mit welchem weitere 23.000 m² zum Areal hinzukamen. Der dritte Abschnitt eröffnete im Jahre 2002 und vergrößerte das Einkaufszentrum um weitere 31.000 m². Im gleichen Jahr wurde das heutige Wahrzeichen des Irvine Spectrum Centers errichtet: ein 33 Meter hohes Riesenrad.
Im Jahre 2016 wurde die örtliche Filiale des Warenhauses Macy’s geschlossen. Nach dem Abriss des Gebäudes wurden auf dem Areal 30 neue Ladenlokale geschaffen, welche 2018 eröffnen sollen. Dafür investiert die Irvine Company rund 200 Millionen US-Dollar. Ende 2018 soll außerdem ein neues Parkhaus eröffnet werden, welches über 1.500 neue Parkplätze schafft.

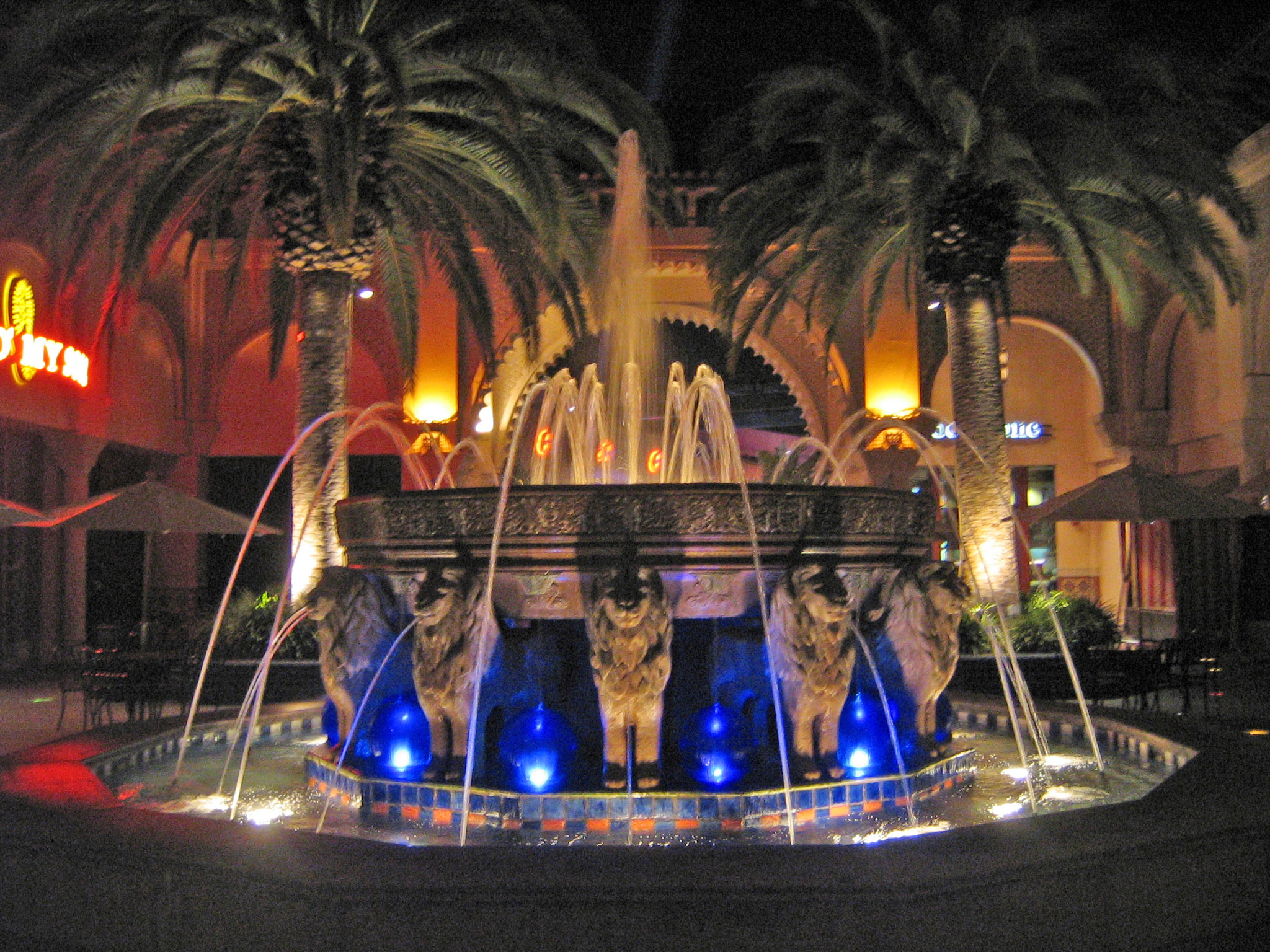
Beleuchteter Brunnen, welcher dem Löwenhof in der Alhambra nachempfunden ist

## Gestaltung
Die Architektur des Geländes basiert größtenteils auf der spanischen Stadtburg Alhambra. Dieser Einfluss wurde vor allem im zweiten Expansionsabschnitt des Centers deutlich.
Im nördlichen Teil des Geländes befindet sich ein über 30 Meter großer Obelisk, welcher Werbung für das Center macht. Zu besonderen Anlässen und Feiertagen wird er entsprechend geschmückt. Der Obelisk verdeckt einen Funkturm, welcher sich in ihm befindet.
Zum Spectrum Center gehören neben Geschäften und Gastronomieangeboten auch ein 33 Meter hohes Riesenrad und ein Karussell. 
2015 wurde eine 15 Meter hohe Birkenfeige, welche auf dem Gelände des Hauptquartiers der Muttergesellschaft stand, in das Center umgesetzt. Damit sollte ein neuer Platz (plaza) geschaffen werden. Mehrere in den Boden eingelassene LED-Leuchtstreifen umranden den Baum. Diese Leuchtstreifen bilden eine Uhr nach und zeigen somit immer die aktuelle Uhrzeit an.